# Música prehistòrica
La música prehistòrica és la que va tenir lloc abans de l'arribada de l'escriptura dels pobles semítics i no s'ha de confondre amb la música tradicional de les cultures orals o els ritmes populars que han sobreviscut al pas del temps.
L'estudi de la música de la prehistòria es revela complicat perquè no tenim restes de música conservada i per aquest motiu els historiadors utilitzen en aquesta àrea d'estudi els treballs d'antropologia. Les comunitats indígenes del segle XX i XXI presenten algunes característiques entre elles i amb les imatges iconogràfiques deixades pels avantpassats prehistòrics. També presenten un sistema de valors o de vida similars al que s'han documentat. Per això es pensa que hi ha possibilitat de traçar novament la música prehistòrica amb treballs antropològics actuals. Les comunitats indígenes presenten músiques ballables i un mateix patró de llenguatge, melodia i harmonia, cosa que es pensa poder traslladar al món prehistòric. Viuen igualment en sistema nòmades o sedentaris no industrialitzats i les restes de què disposem dels primers gèneres d'home fins al més recent, mostren que els primers humans vivien com les comunitats indígenes actuals.
L'estudi de la música de la prehistòria és força recent, després que s'ha depassat el marc etnocèntric que dominava la narrativa a Occident. En efecte, la història de la música ha estat considerada com aquella que produïen els genis europeus i, per tant, s'excloïa de la "història" la música que s'havia produït a la prehistòria. Avui dia aquest enfocament etnocèntric s'ha abandonat i a causa d'això, els musicòlegs presten igualment atenció a la música produïda durant la prehistòria.
L'estructuralisme antropològic ha permès dir que la música prehistòrica tenia dues funcions: d'ensenyament i cohesió. Ensenyament perquè griots i altres músics ambulants devien utilitzar la música per fer passar missatges moralitzadors a la població en vista de cohesionar-la. Això implica un sistema jeràrquic d'organització societària i que hauria permès de ben segur mantenir les tribus unides. Es tracta d'un control social amb què es mantenia el sistema polític propi de societats no industrialitzades.
No tenim música conservada d'aquella època, però tenim gravats i pintures, com les de Dordonya, que mostren com d'important i present va ser la música durant la prehistòria. Existeixen també al Japó estàtues amb músics i instruments. Tanmateix, mercès a l'antropologia, pensem saber que la música prehistòrica era religiosa. S'utilitzava com a forma de dominar la natura. Aquesta és una explicació no estructuralista, propera a allò que proposa l'antropòleg romanès Mircea Eliade. Es pensa que els rituals servien com a trànsit i la música mirava de donar realitat al procés de trànsit. En efecte, devia de ser un mètode per reproduir els sons de la natura que l'home no controla, com ara els trons o la pluja. Per tal d'evitar el caos, l'home mira d'introduir la música dins els rituals que eren al seu torn introduïts en els cicles naturals. Es tractava d'invocar les forces sobrenaturals per tal de proporcionar-hi sacrificis amb què garantir noves collites i, per tant, un futur pròsper.
Quant als instruments, es pensa actualment que el primer instrument degué de ser la veu i el cos humà. Tot seguit, l'home degué aprendre que podia crear sons amb la percussió i, per tant, degué partir de simples instruments com el mateix cos fins a fabricar-ne de més complexos. Les restes pictòriques i estatutàries mostren que majoritàriament la música instrumental es feia a través d'idiòfons. El fet que la veu fos utilitzada inicialment i que no ens quedi cap mena de música conservada, fa pensar que el nivell de memorització degué desenvolupar-se mercès a la música i que, de fet, la música degué desenvolupar les rimes. La rima permet memoritzar força millor una història i, per tant, es pensa concloure que si els primers texts literaris no són en prosa, és perquè són una estricta transcripció de la tradició oral que era cantada, per tant, rimada.
L'etnologia musical és la disciplina que s'ocupa actualment de l'estudi de les músiques indígenes i prehistòriques.

## Recerca i teoria

### La reconstrucció de la música prehistòrica

#### Arqueologia
L'arqueologia ha estat una disciplina imprescindible per desvetllar la música que es tocava a la prehistòria. Els resultats arqueològics ens mostren una espècie humana que crea instruments de música al Paleolític. S'han trobat xiulets, flautes, idiòfons, etc.
La música de la prehistòria s'ha de reconstruir. No tenim cap escrit, és a dir, cap partitura que ens indiqui quina fila feia la música que es tocava al Paleolític. D'aquí la importància de fer ús de l'arqueologia. Però no ha estat pas l'únic estri, car s'ha trobat igualment moltes pintures rupestres amb músics. Totes les troballes ens demostren simplement que hi havia música i la mena d'instruments musicals que existien.
El centre de les recerques es troba en esbrinar si aquesta o l'altra troballa són o no un instrument de música. Identificar-los no és efectivament un cas fàcil de dur a terme. A banda de les flautes, els objectes sonors prehistòrics s'allunyen sovint, i força, dels instruments de la música clàssica actual. Un exemple d'això són els brunzidors i els sistres, gens present a la música actual. Per exemple, els litòfons neolítics trobats al Sàhara i exposats al Museu Nacional d'Història Natural de França s'havien confós durant molt de temps amb una pilona de morter de molí.
La recerca és encara més dificultosa si parem esment al fet que molts objectes d'època devien fabricar-se amb material degradable com ara la fusta, el cuir, fulles d'arbre, etc. De fet, el gros dels instruments de música trobats es varen fer amb os de vori.

#### Arqueoacústica
Si l'arqueologia ha estat cabdal per tal de trobar evidències que demostrin que durant al prehistòria s'hi tocava música, és l'arqueoacústica qui ha mirat de reconstruir-ne els sons, repetim-ho, a manca de tenir cap música escrita i llegada.
L'arqueoacústica fa servir les tècniques acústiques per explorar els sons de la prehistòria, els seus ambients sonors i instrumentals, cosa que inclou l'estudi de l'eco que produeixen les roques i antics idiòfons, l'acústica dels llocs de culte com ara les tombes i els cercles de pedra, l'exploració d'instruments prehistòrics amb l'ajuda d'assaigs acústics i la reconstitució de paisatges sonors amb arqueologia experimental.
Els treballs més destacats són:
- les recerques de la xarxa universitària britànica Acoustics and music of British Prehistory
- l'estudi acústic de tres coves franceses (gruta del Portel, gruta de Niaux, gruta de Fontenet, per part del musicòleg Iegor Reznikoff i el prehistoriador Michel Dauvois l'any 1988

La disciplina conclou que els instruments de la prehistòria eren:
- flautes (vents)
- veu (cant)
- cos i idiòfons (percussió)

### Teoria sobre els orígens de la música prehistòrica
Existeixen diverses hipòtesis sobre l'origen de la música:
- la música podria ser un intent d'imitar els sons de la natura amb una funció relacionada amb les creences i pràctiques xamanes o com a forma d'entreteniment (joc), fins i tot amb una funció pràctica (ex.: atraure animals amb crits)

A les societats de caçadors-recol·lectors actuals, la música i el ball sovint s’associen a activitats cerimonials i socials. L’analogia etnològica suggereix que la música prehistòrica, com la dels caçadors-recol·lectors actuals, s’associa a una funció ritualística i sobrenatural del món, que busca influir en l’ésser humà i el seu entorn i que s’utilitza més particularment en moments crítics per la subsistència del grup. També hi ha tradicions (per exemple entre els Yupiks) on la cançó s’utilitza per transmetre històries i llegendes col·lectives, l'estructura de cançons i poemes facilita la memorització; la cançó és similar en aquest cas a un dispositiu mnemotècnic.
- un altre possible origen de la música és la comunicació vocal i gestual entre adults i nadons. Aquesta forma de comunicació implica melodies, ritmes i moviments, així com la comunicació d’intencions i significats, i en aquest sentit és similar a la música.
- tot basant-se en la idea del senyal honest i la teoria de la discapacitat, G. Miller suggereix que la música i la dansa, que són activitats energèticament costoses, pretenen demostrar als possibles membres la bona forma física i psicològica dels cantants i ballarins.

Temps ençà l'ésser humà ha trobat altres explicacions, visibles als escrits:
A gairebé totes les cultures es considera la música com un regal dels déus. A l'antiga Grècia es considerava Hermes com el transmissor de la música als humans, i primer creador d'un instrument musical, l'arpa, en tendir cordes sobre la closca d'una tortuga. Fa uns cinc mil anys, un emperador de la Xina, Huang Di, va ordenar crear la música als seus súbdits, i els va dir que per a això havien de basar-se en els sons de la natura. A la mitologia germànica es creu que Heimdall vigila tenia una banya gegantina que havia de tocar quan comencés el crepuscle dels déus. Les llegendes són similars per a la resta de cultures clàssiques, tant perdudes com modernes. En provenir la música, en general, d'entitats superiors, caldria comunicar-se amb aquestes entitats també mitjançant aquesta música. Molts pobles indígenes actuals utilitzen la música per defensar-se dels esperits, per allunyar la malaltia, per aconseguir pluja, o per qualsevol altre aspecte de la vida religiosa i espiritual. D'aquesta manera, la màgia que concebien, nodrida de música, va fer que només poguessin exterioritzar-la els xamans, sacerdots o altres líders espirituals.
Diversos filòsofs, dones i homes, han sostingut teories variades sobre l'origen de la música. La primera, avançada per filòsofs com ara Rousseau, afirma que és contemporània del llenguatge, perquè les persones poden modular la veu en diferents tons, expressar ritme a base d'accents o atorgar diferent entonació a la frase segons l'emoció que intentin transmetre. Johann Gottfried Herder o Herbert Spencer van ser alguns dels seus grans defensors.
A la mateixa natura o en les activitats quotidianes es pot trobar música. En colpejar dues pedres o en tallar un arbre, es produeix un so rítmic, i el fet de mantenir un patró rítmic ajuda la realització d'aquesta activitat. També podia haver-hi un primer crit o paraula que servís d'ànim, suport en la realització més eficaç d'una determinada activitat. Aquests anirien evolucionant cap a petites frases, fins a acabar units en una cançó. L'economista i sociòleg Karl Bücher fou el màxim defensor d'aquesta teoria.
Altres científics i científiques com ara Charles Darwin van desenvolupar una teoria en la qual explicava l'origen de la música com un reclam amorós, com fan els ocells i altres animals. La relació entre amor i música és coneguda a tots els períodes històrics (tant en l'antiguitat com en l'edat mitjana, o fins i tot en la música popular moderna).
L'antropologia ha demostrat l'íntima relació entre l'espècie humana i la música. Mentre que algunes interpretacions tradicionals vinculaven la seva aparició a activitats intel·lectuals lligades a conceptes sobrenaturals (fent complir una funció de finalitat supersticiosa, màgica o religiosa), actualment se la relaciona amb els rituals d'aparellament i amb el treball col·lectiu.

## Història

### El paleolític

#### Mètode de supervivència
Musicòlegs, historiadors i arqueòlegs han cercat temps ençà explicacions. S'han trobat instruments, principalment flautes i alguns elements de percussió, que han aixecat moltes preguntes. Fins i tot Charles Darwin s'hauria preguntat sobre la funció de la música dins l'espècie humana. Per quina raó l'ésser humà produeix música, un tipus d'activitat, remarcava, "estèril" [trad.] a simple vista?
Avui es pensa que es pot respondre a la pregunta. La música hauria aparegut com mètode de supervivència. Però hi ha dues maneres d'aproximar-se als estudis sobre música:
- la música és intrínseca; és inherent a la natura mateixa
- la música és extrínseca; és una construcció articulada, abstracta i cultural

A història de la música, el període de la Prehistòria s'analitza des de la segona lectura i, per tant, bo i reconeixent-ho, la música hi és funcional, serveix per a:
- per caçar
- per cohesionar i ensenyar el grup
- per la religió

I, contràriament a la idea que es feia temps abans sobre els seus músics, aquestes funcions semblen haver estat practicades per neandertals i sàpiens.

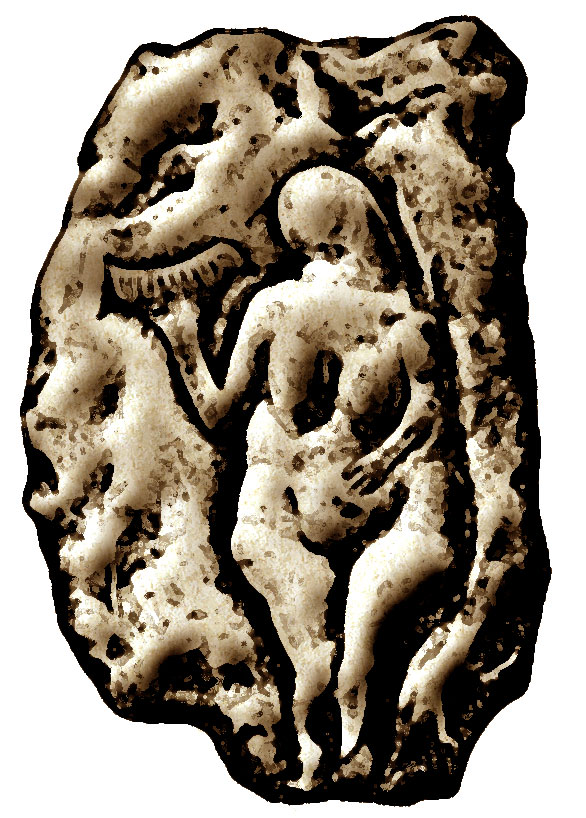
Molts arqueòlegs identifiquen la banya que sosté a la mà dreta la Venus de Laussel com un instrument idiòfon

#### El paisatge musical del Paleolític
En el Paleolític superior, i més rarament en el Paleolític mitjà, és on trobarem proves o indicis de l'existència tant de primitius instruments musicals com de les seves representacions artístiques. Des de finals del segle xix es publicà la presència de xiulets sobre flautes trobades en diversos jaciments, però només han començat a ser preses seriosament i estudiades en profunditat des dels anys 1960. Avui dia aquest continua sent un camp força polèmic. D'una banda, hi ha discussions obertes sobre si certs instruments estaven fets per produir so, i d'altra banda si en realitat tenen un origen antròpic o són, per contra, el resultat de depredadors i l'erosió.
Entre els instruments aeròfons, un dels que s'ha provat que hi havia en aquest període és la bramadera, que consisteix en una placa de fusta o altre material, amb un petit orifici en un extrem per lligar una corda, i que es fa sonar girant-lo a gran velocitat. És un instrument que avui en dia es continua utilitzant entre els aborígens australians, entre els amerindis d'Amèrica del Nord, o entre els maoris de Nova Zelanda. S'han trobat bastants trossos d'ossos amb incisions en contextos de l'aurinyacià i gravetià, però pràcticament tots han estat qualificats com a restes no antròpiques; però, hi ha d'altres que no ofereixen dubte del seu origen antròpic, trobats la majoria en un context magdalenià o solutrià, ja que apareixen amb decoracions incises o policromades. És possible que no s'utilitzessin com a bramaderes, podien ser des de pesos per a xarxes fins a qualsevol altre element d'adorn, però se n'ha experimentat amb alguns dels millors conservats, els de la cova de La Roche, a la Dordonya, França, i s'ha demostrat que usant-los com a instruments poden arribar a freqüències de fins a 170 Hz.
S'han trobat flautes de falange, realitzades amb aquest os d'animals grossos, com el ren en molts casos. Algunes no en tenen forats, són simplement la canya de l'os buida, però en altres casos sí que tenen forats col·locats de tal manera que no han pogut ser realitzats per mossegades de depredadors. La flauta més antiga acceptada com a tal per tota la comunitat científica és un parell de flautes realitzades amb cúbit de cigne, trobades a Geissenklösterle, a Alemanya. Estan datades el 36000 ae (prenent com a present 1950), trobades en un context aurinyacià. Una de les flautes té tres forats, i almenys dues en tenen marques d'haver estat realitzades amb una eina. La longitud originària n'era d'uns 17 centímetres, encara que només se'n conserven 12. També a Isturitz, a França, en un context magdalenià, es van trobar tot un seguit d'ossos, molt fragmentats, amb forats, i després de moltes investigacions s'ha conclòs que van ser treballats i que servien per a emetre sons.

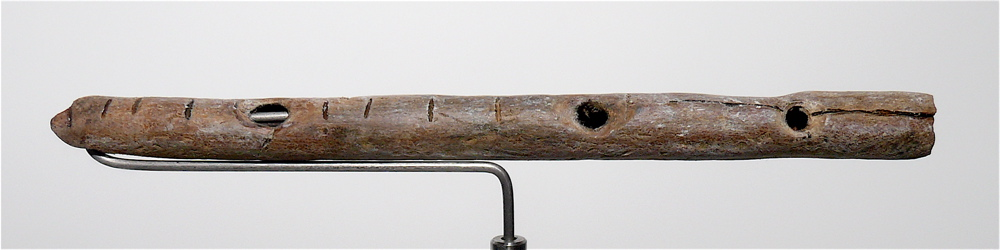
Flauta aurinyaciana elaborada sobre os d'animal, jaciment de Geissenklösterle (Suàbia, Alemanya)

Hola ∞d͡ʒʘ☆ขทL'any 1995 es va trobar, a la cova de Divje Babe, a Eslovènia, una flauta amb una antiguitat d'entre 45.000 i 80.000 anys, la més antiga trobada fins ara, associada als neandertals, a instruments lítics mosterians,
mentre que la resta de flautes trobades fins aleshores estaven associades a l'homo sapiens. Faria uns 37 centímetres i està realitzada en un fèmur d'un os de les cavernes jove. El Dr. Ivan Turk, el responsable de la troballa, defensa aquesta flauta davant un sector de la comunitat científica que està en desacord amb aquesta visió. Segons aquest sector, els forats de la flauta estan en realitat realitzats per incisions de depredadors, ja que els neanderthals no tindrien capacitat simbòlica, artística o tecnològica per a realitzar instruments musicals en os. El Dr. Turk argumenta que és impossible que els forats fossin fets per un animal, ja que la distància entre aquests és força proporcional. Aquesta proporcionalitat, a més, tindria implicacions musicals importants, ja que establiria relacions diatòniques entre els sons, creant distàncies de tons i semitons. En no tenir una proporcionalitat exacta, no sonaria com una escala diatònica emesa per un instrument modern, però si tingués la longitud suficient, el so seria com el d'una flauta dolça actual.
Segons Ian Morley, en un article publicat el novembre de 2006 en l'Oxford Journal of Archaeology, aquesta flauta no seria tal. Segons ell, cap dels dos grups en què s'ha dividit el debat que ha existit sobre el tema, d'una banda el grup que pensa que és una flauta del mosterià, i el que pensa que està produïda per l'activitat dels carnívors, és poc probable que l'instrument pogués haver estat creat amb les eines lítiques disponibles, i els forats no semblen ser contemporanis. Al mateix temps, no troba cap animal que pugui haver realitzat aquests forats, així que la seva conclusió és que va ser la conseqüència de diferents estadis d'activitat carnívora. Sigui com sigui, el debat sobre aquesta qüestió continua obert.
Encara que és molt més complicat demostrar l'evidència d'instruments de percussió, ja que les pells o fusta són materials peribles que no resisteixen massa bé el pas del temps, han arribat fins a nosaltres proves d'aquest tipus d'instruments. Al jaciment de Mezin, a Ucraïna, es va trobar una sèrie de sis ossos de mamut, datats de fa 20.000 anys, que havien estat colpejats, i trobats en un context on hi havia diverses peces d'ivori decorades amb ocre, malls i altres elements similars. Mentre que alguns arqueòlegs no dubten sobre la utilització d'aquests elements com a instruments de percussió, d'altres, més recentment, no dubten de la seva facturació antròpica, però al·leguen que van poder ser usats per a altres activitats, no necessàriament música.

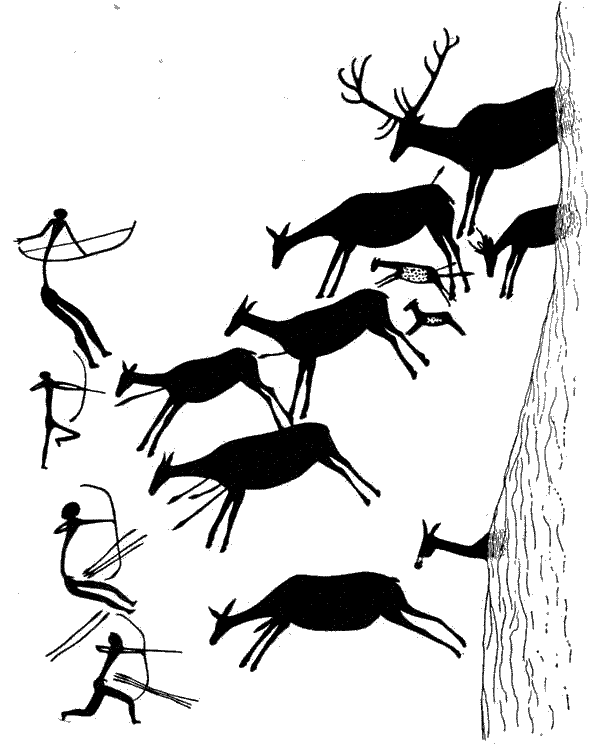
Escena de caça, al barranc de la Valltorta. S'hi aprecien els arcs i les cordes.

### Neolític

#### Transició cap a l'Antiguitat
Els descobriments arqueològics des de 1960 han fet donar un tomb a les teories tradicionals relatives a l'origen de la tecnologia del bronze. S'havia pensat que l'ús del bronze havia tingut el seu origen al Pròxim Orient, però descobriments prop de Bang Chieng (Tailàndia) mostren que la tecnologia d'aquest metall era coneguda allà cap al 4500 aC, uns centenars d'anys abans de l'ocupació del bronze al Pròxim Orient.
El coure natural s'emprava ja en útils diversos i ornaments en data tan primerenca com el 10000 aC. Posteriors descobriments a Rudna Glavna, a l'actual Sèrbia, han mostrat que el coure es feia servir allà des del 4000 aC, tot i que el bronze no era conegut encara en aquesta època. Cap al 3000 aC es va començar a utilitzar el bronze a Grècia. A la Xina, l'edat del bronze no va començar fins al 1800 aC. Les cultures precolombines d'Amèrica no conegueren la tecnologia del bronze fins al 1000 dC aproximadament.
L'edat del bronze a l'Orient Pròxim i al Mediterrani oriental ha estat dividida en tres etapes: inicial, mitjana i última. La inicial està caracteritzada per l'increment de l'ús del metall, que passa de ser esporàdic a comú. Va ser el període de la civilització sumèria i l'encimbellament d'Acad fins al seu predomini a Mesopotàmia; també va generar els espectaculars tresors de Troia. Babilònia va arribar al seu cim durant el bronze mitjà. La Creta minoica i la Grècia micènica van ser les grans civilitzacions del bronze últim.